# Юліан Канія
Юліан Канія (нім. Julian Kania, нар. 10 жовтня 2001, Дінкельшербен, Німеччина) — німецький футболіст, нападник клубу «Армінія».

## Ігрова кар'єра
Свою клубну кар'єру Юліан Канія починав в молодіжних командах клубів з нижчих дивізіонів. Влітку 2017 року він повернувся до свого рідного міста Дінкельшербен, де грав за місцевий клуб. Влітку 2021 року нападник перейшов до команди «Швабен» з Аугсбурга. що грала в Баварській лізі. В сезоні 2022/23 Канія став кращим бомбардиром Південного дивізіону, забивши 26 голів.
Влітку 2023 року Канія перейшов до «Нюрнберга». Але в Другій Бундеслізі провів лише чотири матчі в першій команді, більшість часу граючи в другій команді «Нюрнберга» в Регіональній лізі. У вересні 2023 року Канія підписав з клубом свій перший професійний контракт. 
В серпні 2024 року нападник приєднася до «Армінії», з якою в першому ж сезоні виграв турнір Третьої ліги і дійшов до фіналу Кубка країни, де відзначився забитим голом у ворота «Штутгарта».

## Досягнення
Армінія
- Переможець Ліги 3: 2024/25
- Фіналіст Кубка Німеччини: 2024/25